# Quảng Nam FC
Der Quảng Nam Football Club (vietnamesisch Câu lạc bộ Bóng đá Quảng Nam) ist ein vietnamesischer Fußballverein aus Tam Kỳ, der in der höchsten Liga, der V.League 1, spielt.
Der Verein spielte auch unter dem Namen QNK Quảng Nam Football Club.

## Erfolge
- V.League 1: 2017
- V.League 2: 2013
- Vietnamesischer Supercup: 2018
- Vietnamese National Football Second League: 2003, 2008

## Stadion
Seine Heimspiele trägt der Verein im Tam Kỳ Stadium in Tam Kỳ aus. Das Stadion hat ein Fassungsvermögen von 15.000 Personen.
Koordinaten: 15° 33′ 36″ N, 108° 30′ 24″ O

## Saisonplatzierung
| Saison  | Liga          | Platz | Vietnamese Cup |
| ------- | ------------- | ----- | -------------- |
| 2008    | Second League | 1. ▲  |                |
| 2009    | First League  | 12.   |                |
| 2010    | First League  | 5.    |                |
| 2011    | First League  | 9.    |                |
| 2012    | First League  | 10.   |                |
| 2013    | V.League 2    | 1. ▲  | Viertelfinale  |
| 2014    | V.League 1    | 8.    | Viertelfinale  |
| 2015    | V.League 1    | 8.    | Achtelfinale   |
| 2016    | V.League 1    | 5.    | Halbfinale     |
| 2017    | V.League 1    | 1.    | Halbfinale     |
| 2018    | V.League 1    | 11.   | Achtelfinale   |
| 2019    | V.League 1    | 9.    | Finalist       |
| 2020    | V.League 1    | 14.   | Achtelfinale   |
| 2021    | Abbruch       |       |                |
| 2022    | V.League 2    | 3.    | Achtelfinale   |
| 2023    | V.League 2    | 1. ▲  | Achtelfinale   |
| 2023/24 | V.League 1    | 11.   | Achtelfinale   |
| 2024/25 | V.League 1    | 11.   | ?              |

## Trainerchronik
Stand: Oktober 2024
| Trainer           | Nation   | von               | bis               |
| ----------------- | -------- | ----------------- | ----------------- |
| José Luis         | Portugal | 1. Juli 2010      | 31. Dezember 2010 |
| Hoàng Văn Phúc    | Vietnam  | 1. September 2014 | 22. Mai 2019      |
| Vũ Hồng Việt      | Vietnam  | 23. Mai 2019      | 30. Juni 2020     |
| Quang Hung Dao    | Vietnam  | 1. Juli 2020      | 12. Oktober 2020  |
| Nguyễn Thành Công | Vietnam  | 12. Oktober 2020  | 10. April 2021    |
| Duong Hong Son    | Vietnam  | 11. April 2021    | 2. August 2022    |
| Van Sy Son        | Vietnam  | 2. August 2022    |                   |